# Eleccions municipals de 2019 a la Selva del Camp
Les eleccions municipals de 2019 a la Selva del Camp van ser unes eleccions locals que es van celebrar el diumenge 26 de maig de 2019 a la Selva del Camp, al Baix Camp, com a part de les eleccions municipals espanyoles. Es van triar els 13 regidors de l'Ajuntament de la Selva del Camp.

## Sistema electoral
Les eleccions als ajuntaments de l'Estat espanyol estan fixades per celebrar-se el quart diumenge de maig cada quatre anys. El sistema electoral fa servir la regla D'Hondt amb representació proporcional, llistes tancades i una barrera electoral del 5% dels vots vàlids, que inclou els vots en blanc. La votació per a l'assemblea local es basa en el sufragi universal.
En les eleccions municipals, la circumscripció electoral és en l'àmbit municipal i el nombre d'escons (o sigui, regidors) a triar del municipi es determina en funció del nombre d'habitants censats en aquest municipi. En el cas de la Selva del Camp, en tenir 4.234 persones censades, l'hi correspon 13 regidors.

## Candidatures
El 30 d'abril del mateix any, la Junta Electoral de Zona de Reus va proclamar les cinc candidatures del municipi de la Selva del Camp en el Butlletí Oficial de la Província de Tarragona.
1. Junts per la Selva (JUNTS)
2. Partit Del Socialistes de Catalunya-Junts per la Selva-Candidatura de Progrés (PSC-JpS-CP)
3. Esquerra Republicana de Catalunya-Acord Municipal (ERC-AM)
4. Candidatura d'Unitat Popular-Alternativa Municipalista (CUP-AMUNT)
5. Podemos-Podem (PODEMOS)

## Jornada electoral

### Constitució de les meses
En aquell moment, la Selva del Camp tenia una població de 5.632 habitants, dels quals 4.234 persones van ser cridades a votar a una de les urnes de les 7 meses que es van constituir al municipi.

### Participació
La participació en aquestes eleccions va ser de 74,9%, el qual cosa implica que un total de 3.171 ciutadans del municipi van decidir exercir el seu dret a vot. Comparant aquesta participació amb la mitjana catalana, la Selva del Camp ha registrat una xifra molt més alta, situant-se en 10,1 punts percentuals per sobre.
A continuació, es presenta una taula amb els percentatges de participació registrats a diferents hores del dia de les eleccions:
| Hores              | la Selva del Camp |
| ------------------ | ----------------- |
| Participació (14h) | 39,4% ( 3,7%)     |
| Participació (18h) | 58,4% ( 3,7%)     |
| Participació (20h) | 74,9% ( 4,4%)     |